# Itian
Itian est une localité située dans le département de Samba de la province du Passoré dans la région Nord au Burkina Faso.

## Géographie
Situé en bordure orientale de la forêt classée de Toéssin (s'étendant sur 700 ha), Itian se trouve à 4 km au nord-est de Toéssin (et de la route nationale 13), à 11 km au nord-est du centre de Samba, le chef-lieu du département, ainsi qu'à environ 30 km au sud de Yako.

## Économie
L'agriculture est la principale activité économique du village. En 2012, un projet de réhabilitation de 90 ha de terres dégradées est entrepris sur le territoire d'Itian avec la construction de diguette et l'implantation de zaïs pour lutter contre l'érosion des terres agricoles

## Santé et éducation
Le centre de soins le plus proche d'Itian est le centre de santé et de promotion sociale (CSPS) de Toéssin tandis que le centre médical avec antenne chirurgicale (CMA) de la province se trouve à Yako.
Itian possède une école primaire publique.